# جیرارد، جورجیا
جیرارد (به انگلیسی: Girard) یک شهر در ایالات متحده آمریکا است که در شهرستان برک، جورجیا واقع شده‌است. جیرارد ۸٫۳ کیلومتر مربع مساحت و ۱۵۶ نفر جمعیت دارد و ۷۳ متر بالاتر از سطح دریا واقع شده‌است.